# ABC revista
ABC Revista es la revista de tirada mensual publicada en la ciudad de Salta en el NOA de Argentina por "Editorial ABC" desde abril de 2005, es una de las revistas de mayor tirada del NOA y la única revista de la región que logró competir con revistas internacionales. 
Tiene notas que resaltan personalidades de la zona, eventos culturales de Salta, Jujuy y Tucumán, fotos de la alta sociedad así como también otras secciones de interés general con las que logró convertirse en la revista más vendida en la Región del Norte Grande Argentino.

## Características
La revista se cuenta con las siguientes secciones fijas de publicación mensual:
- Flash
- Siempre Linda
- Tu espacio
- Te sorprendimos
- De todo un poco
- Protagonistas
- abc moda
- Destinos
- Gourmet
- Entrevista
- Ella
- Horóscopo

## Suplementos
Además se edita mensualmente el mapa de distribución gratuita Senderos de Salta.